# Yerry Mina
Yerry Fernando Mina Gonzalez (sinh ngày 23 tháng 9 năm 1994) là một cầu thủ bóng đá chuyên nghiệp người Colombia hiện đang thi đấu ở vị trí trung vệ cho câu lạc bộ Serie A Cagliari và đội tuyển bóng đá quốc gia Colombia.

## Sự nghiệp quốc tế

### Câu lạc bộ
Tính đến ngày 5 tháng 5 năm 2024.
| Câu lạc bộ      | Mùa giải       | Giải quốc nội       | Giải quốc nội | Giải quốc nội | Cúp quốc gia | Cúp quốc gia | Cúp liên đoàn | Cúp liên đoàn | Châu lục | Châu lục | Khác | Khác | Tổng cộng | Tổng cộng |
| Câu lạc bộ      | Mùa giải       | Hạng đấu            | Trận          | Bàn           | Trận         | Bàn          | Trận          | Bàn           | Trận     | Bàn      | Trận | Bàn  | Trận      | Bàn       |
| --------------- | -------------- | ------------------- | ------------- | ------------- | ------------ | ------------ | ------------- | ------------- | -------- | -------- | ---- | ---- | --------- | --------- |
| Deportivo Pasto | 2013           | Categoría Primera A | 14            | 1             | 8            | 0            | —             | —             | 2        | 0        | —    | —    | 24        | 1         |
| Santa Fe        | 2014           | Categoría Primera A | 34            | 3             | 16           | 0            | —             | —             | 2        | 0        | —    | —    | 52        | 3         |
| Santa Fe        | 2015           | Categoría Primera A | 23            | 2             | 8            | 0            | —             | —             | 21       | 1        | 2    | 1    | 54        | 4         |
| Santa Fe        | 2016           | Categoría Primera A | 10            | 2             | —            | —            | —             | —             | 8        | 3        | —    | —    | 18        | 5         |
| Santa Fe        | Tổng cộng      | Tổng cộng           | 67            | 7             | 24           | 0            | —             | —             | 31       | 4        | 2    | 1    | 124       | 12        |
| Palmeiras       | 2016           | Série A             | 13            | 4             | 2            | 0            | —             | —             | —        | —        | —    | —    | 15        | 4         |
| Palmeiras       | 2017           | Série A             | 15            | 2             | 4            | 0            | —             | —             | 7        | 3        | 8    | 0    | 34        | 5         |
| Palmeiras       | Tổng cộng      | Tổng cộng           | 28            | 6             | 6            | 0            | —             | —             | 7        | 3        | 8    | 0    | 49        | 9         |
| Barcelona       | 2017–18        | La Liga             | 5             | 0             | 1            | 0            | —             | —             | 0        | 0        | —    | —    | 6         | 0         |
| Everton         | 2018–19        | Premier League      | 13            | 1             | 2            | 0            | 0             | 0             | —        | —        | —    | —    | 15        | 1         |
| Everton         | 2019–20        | Premier League      | 29            | 2             | 1            | 0            | 3             | 0             | —        | —        | —    | —    | 33        | 2         |
| Everton         | 2020–21        | Premier League      | 24            | 2             | 4            | 1            | 1             | 0             | —        | —        | —    | —    | 29        | 3         |
| Everton         | 2021–22        | Premier League      | 13            | 0             | 1            | 1            | 0             | 0             | —        | —        | —    | —    | 14        | 1         |
| Everton         | 2022–23        | Premier League      | 7             | 2             | 0            | 0            | 1             | 0             | —        | —        | —    | —    | 8         | 2         |
| Everton         | Tổng cộng      | Tổng cộng           | 86            | 7             | 8            | 2            | 5             | 0             | —        | —        | —    | —    | 99        | 9         |
| Fiorentina      | 2023–24        | Serie A             | 4             | 0             | 2            | 0            | —             | —             | 1        | 0        | 0    | 0    | 7         | 0         |
| Cagliari        | 2023–24        | Serie A             | 11            | 2             | —            | —            | —             | —             | —        | —        | —    | —    | 11        | 2         |
| Tổng sự nghiệp  | Tổng sự nghiệp | Tổng sự nghiệp      | 215           | 23            | 49           | 2            | 5             | 0             | 41       | 7        | 10   | 1    | 319       | 33        |

### Ra sân quốc tế
| Colombia  | Colombia | Colombia |
| Năm       | Trận     | Bàn      |
| --------- | -------- | -------- |
| 2016      | 5        | 1        |
| 2017      | 4        | 2        |
| 2018      | 6        | 3        |
| 2019      | 9        | 0        |
| 2020      | 2        | 0        |
| 2021      | 12       | 1        |
| 2022      | 1        | 0        |
| 2023      | 7        | 0        |
| Tổng cộng | 46       | 7        |

#### Bàn thắng quốc tế
Bàn thắng của đội tuyển Colombia được ghi trước.
| #  | Ngày                 | Địa điểm                                           | Đối thủ  | Bàn thắng | Kết quả        | Giải đấu                      |
| -- | -------------------- | -------------------------------------------------- | -------- | --------- | -------------- | ----------------------------- |
| 1. | 11 tháng 10 năm 2016 | Sân vận động Metropolitano, Barranquilla, Colombia | Uruguay  | 2–2       | 2–2            | Vòng loại FIFA World Cup 2018 |
| 2. | 13 tháng 6 năm 2017  | Coliseum Alfonso Pérez, Getafe, Tây Ban Nha        | Cameroon | 2–0       | 4–0            | Giao hữu                      |
| 3. | 13 tháng 6 năm 2017  | Coliseum Alfonso Pérez, Getafe, Tây Ban Nha        | Cameroon | 3–0       | 4–0            | Giao hữu                      |
| 4. | 24 tháng 6 năm 2018  | Kazan Arena, Kazan, Nga                            | Ba Lan   | 1–0       | 3–0            | FIFA World Cup 2018           |
| 5. | 28 tháng 6 năm 2018  | Cosmos Arena, Samara, Nga                          | Sénégal  | 1–0       | 3–0            | FIFA World Cup 2018           |
| 6. | 3 tháng 7 năm 2018   | Otkrytiye Arena, Moskva, Nga                       | Anh      | 1–1       | 1–1 (pen: 3–4) | FIFA World Cup 2018           |
| 7. | 3 tháng 6 năm 2021   | Sân vận động Quốc gia, Lima, Peru                  | Perú     | 1–0       | 3–0            | Vòng loại FIFA World Cup 2022 |